# André Regenermel

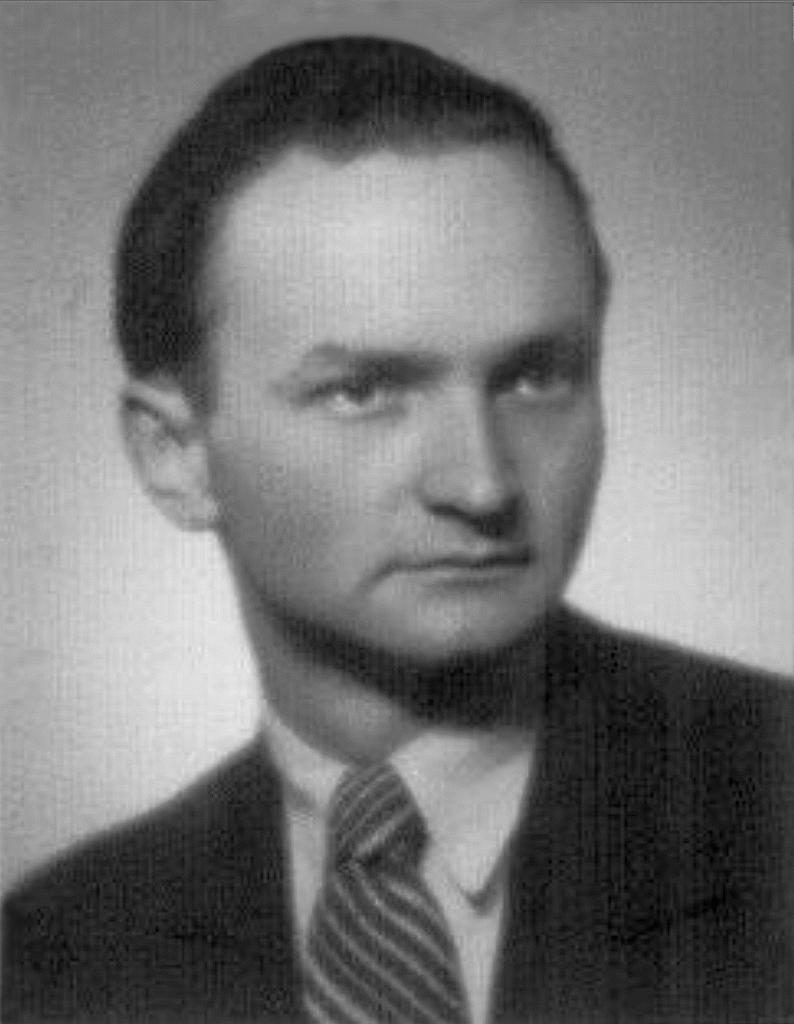
André E. Regenermel

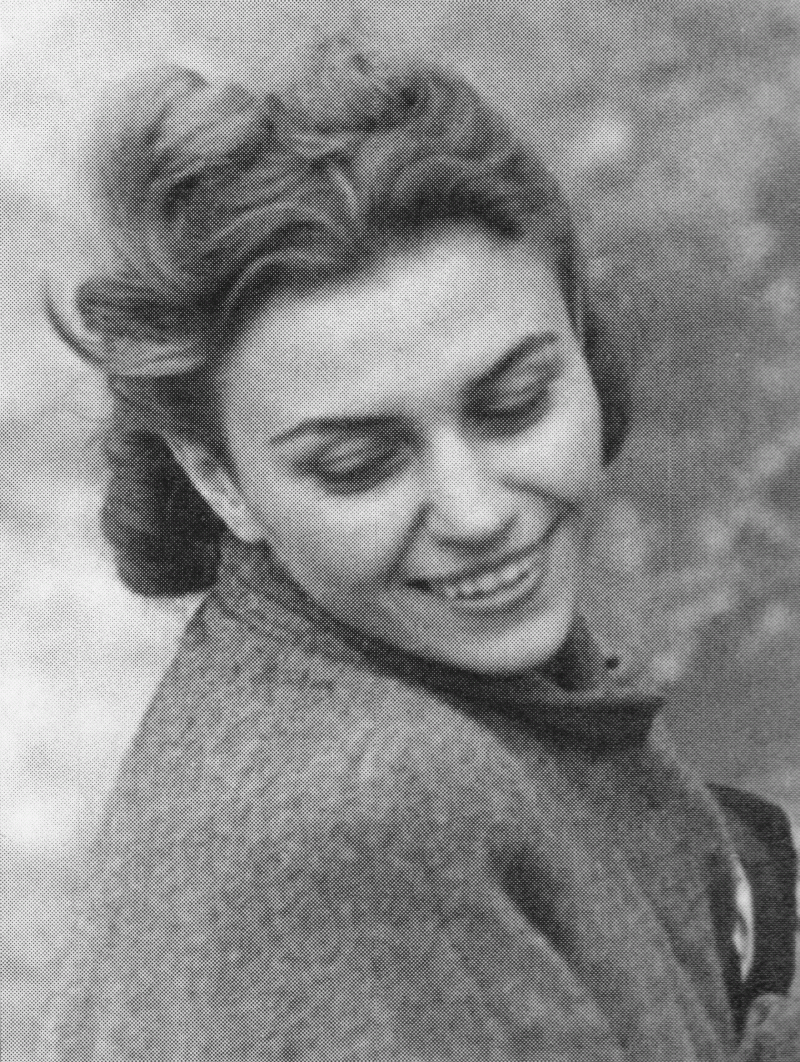
Jeho snoubenka Milena Šeborová

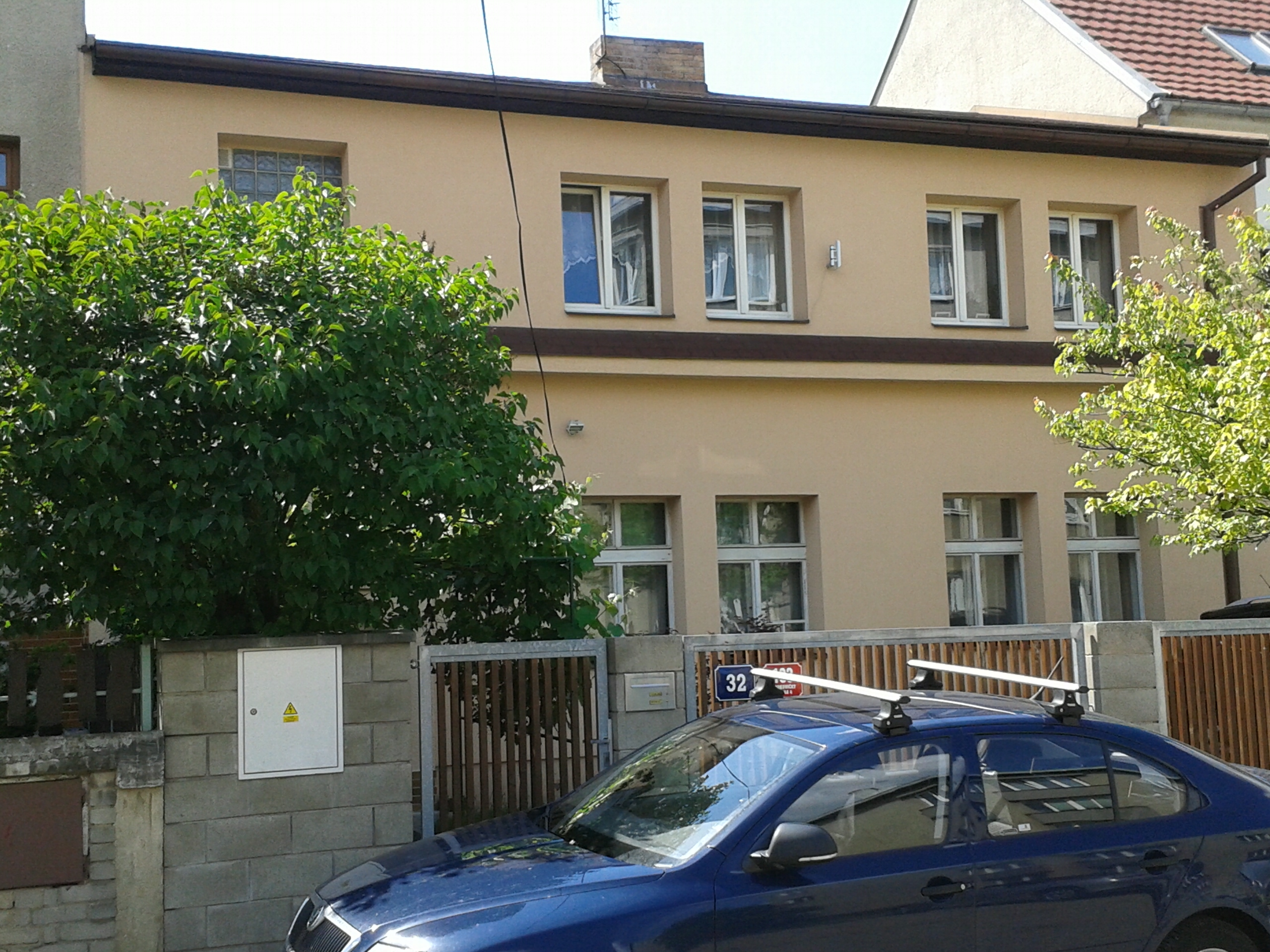
Dům v Hodkovičkách (rok 2014)

André E. Regenermel (31. března 1914 Brooklyn, New York, Spojené státy americké – 30. září 1941 Praha, Protektorát Čechy a Morava) byl československý radiotelegrafista a konstruktér amerického původu. V období prvních let Protektorátu Čechy a Morava spolupracoval s domácím protiněmeckým odbojem při předávání ilegálních radiových depeší určených pro londýnskou exilovou vládu prezidenta Dr. Edvarda Beneše.

## Život
André Regenermel se narodil 31. března 1914 v v americkém Brooklynu (New Yorku) ještě před vypuknutím první světové války (28. července 1914). Krátce po jeho narození odjela rodina na návštěvu do Rakouska-Uherska, do Prahy. Zde je zastihl začátek válečných bojů a nebylo jim umožněno navrátit se zpět do Spojených států. Rodina se tak v Čechách usadila natrvalo.

### Do začátku druhé světové války
André Regenermel vystudoval Smíchovskou střední (elektrotechnickou) průmyslovou školu a po maturitě nastoupil jako zaměstnanec firmy Telefunken. V roce 1936 se seznámil s Milenou Šeborovou. V tomtéž roce nastoupil vojenskou službu v prvorepublikové Armádě republiky Československé v Turnově. V srpnu 1938 dokončil studia Vojenské akademie v Hranicích. Po ukončení vojenské služby a návratu do civilního života se rozhodl pokračovat ve studiu na elektrotechnické fakultě ČVUT v Praze. Kvůli uzavření vysokých škol Němci v listopadu 1939 ale svoje vysokoškolská studia nedokončil, zůstal v Praze, kde získal místo technického úředníka.

### V odboji
Krátce po 15. březnu 1939 a vyhlášení Protektorátu Čechy a Morava se zapojil do československého domácího odboje, kde působil jako radiotelegrafista obsluhující ilegální radiostanice označované historiky jako Sparta I. Byl začleněn do zpravodajského týmu docenta Vladimíra Krajiny, kde se podílel na praktickém zajišťování radiotelegrafického spojení s exilovou vládou v Londýně. Postupem času se vypracoval ve schopného radiotelegrafistu, ale v ilegalitě byl znám i jako radiový konstruktér. Pro potřeby odboje dokonce i sestavil malou vysílačku, pro kterou užívali odbojáři krycí název „stříkačka“. Ta byla sice „miniaturní“, ale její dosah (výkon) nebyl dostatečný (pro spojení s Londýnem). Regenermel společně s Klečkou řešili nedostatek radiostanic pro odboj postupně úpravami stávajících aparatur případně i vlastními konstrukcemi mobilních a snadno skladných „mlátiček“. (Tak se v hantýrce odbojářů nazývaly ilegální radiové komplety).
Dne 6. dubna 1940 se podařilo domácímu odboji (Obrana národa, Politické ústředí) navázat pravidelné radiotelegrafické spojení s Londýnem a úspěšně jej provozovat až do května roku 1941. Na vysílání se postupně podílelo více než 11 radiových stanic obsluhovaných celou řadou radiotelegrafistů. Civilní větev ilegálního odbojového radiového vysílání řídil Vladimír Krajina; za vojenskou sekci především zodpovídal jeden ze tří králů podplukovník Josef Balabán. Šifrování depeší (pro Krajinu) zajišťoval mineralog Radim Nováček nebo český duchovní Štěpán Trochta. Vysílání a příjem depeší zajišťovali radiotelegrafisté André Regenermel; Jindřich Klečka; Václav Štulík; Bedřich Škopek; Miloš Čapek; Otokar Štorkán; František Franěk; Josef Babec; Josef Chaloupka; Václav Pohanka a četař František Peltán. (Tyto ilegální radiové stanice jsou označovány souhrnně jako Sparta I a díky nim bylo odesláno za hranice Protektorátu Čechy a Morava téměř 6 tisíc radiových depeší.)

### Zatčení
Do Hodkoviček vedly gestapo informace z výslechů zdržených i údaje získané zaměřovací službou Funkabwehru. Konspirativní dům v Hodkovičkách byl 7. května 1941 v 19.00 přepaden komandem gestapa.
Božena Klečková blízko roztopených kamen právě přepisovala na stroji dešifrovanou depeši, kterou ještě stačila v kamnech spálit. Gestapo uvěznilo každého člena rodiny v jiné místnosti a vyčkávalo na příchod Jindřicha Klečky. Kromě dospělých byl v domku přítomen desetiletý syn manželů Krotilových.
Jindřich Klečka odešel již odpoledne z domu a jen pár desítek metrů odtud (prakticky ve stejné ulici) připravoval na večerní provoz náhradní radiostanici v domku paní Marie Hercíkové. Ten večer čekal Klečka svého spolupracovníka André Regenermla s depešemi, které chtěli náhradní vysílačkou předat do Londýna. Na Klečku čekali gestapáci marně. Kolem jedné hodiny ranní se mu podařilo z obsazené ulice prokličkovat přes zahrady. Dostal se do Braníka ke svému známému Josefu Čápovi, pak se skrýval nějaký čas u paní Linhartové v Modřanech. Nakonec se hledaný radiotelegrafista prostřednictvím doktora Rudolfa Mareše dostal k jinonické ilegální skupině. Tady pak Jindřich Klečka pravidelně obsluhoval vysílačku Sparta I až do zátahu gestapa na Jinonický akcíz (noc ze 3. na 4. říjen 1941).
Regenermel měl předat svému zástupci poručíku Otokaru Štorkánovi dne 7. května 1941 zašifrované depeše, ale Štorkán na sjednanou schůzku nepřišel, protože byl zdravotně indisponován. Regenermel se tedy sám vypravil do Hodkoviček, kde v domku bydleli manželé Krotilovi, aby se tak depeše nakonec dostaly včas k radiotelegrafistovi Jindřichu Klečkovi. Bylo to ovšem v době, kdy u Krotilových právě probíhaly domovní prohlídky. Regenemel vstoupil do domku Krotilových 7. května 1941 kolem 20. hodiny. Měl od domku vlastní klíč, aby mohl podle potřeby přicházet i odcházet. Regenermel byl okamžitě zatčen komandem gestapa a při osobní prohlídce u něho byla nalezena pistole a zašifrované depeše. (Navíc našlo gestapo v bytě Krotilových pod postelí radiotelegrafický komplet.) Při krutém výslechu Regenermel sice nikoho přímo nevyzradil, ale nakonec gestapo přece jen zjistilo, že mu depeše předala spojka - František Mázl ze Smíchova.

### Pokus o útěk
Při převozu do Petchkova paláce se Regenermlovi podařilo vymanit se eskortujícím policistům a s ocelovými pouty na rukou se dal na útěk přes Vrchlického sady směrem k Hlavnímu nádraží (Wilsonovo, tehdy Hauptbahnhof). Za pomoci náhodných chodců byl ale během útěku zadržen a předán zpět svým pronásledovatelům.

### Poprava bez soudu
Krátce po nástupu Reinharda Heydricha do úřadu (27. září 1941) byl André Regenermel dne 30. září 1941 v 18.00 hodin bez soudu (v rámci tzv. prvního stanného práva) popraven v kasárnách v Ruzyni. Stal se tak nejspíše prvním americkým občanem, jehož nacisté popravili během druhé světové války. Příbuzné a přátelé André Regenermela následně vyslýchalo gestapo. Někteří z nich byli i vězněni.
Výsledkem zátahu gestapa v Hodkovičkách bylo zatčení minimálně deseti spolupracovníků z okruhu Sparty I a prolomení šifrovacího klíče Věra.

## Po druhé světové válce
Krátce po druhé světové válce se konala v Praze oficiální vzpomínková akce na statečné radiotelegrafisty ÚVODu. Tehdejší tisk o akci referoval následovně (zkráceno a upraveno):
V Grégrově sále Obecního domu se konala ve čtvrtek 24. října 1946 vzpomínková slavnost, při níž byla uctěna památka sedmi statečných radiotelegrafistů, kteří první docílili spojení z okupované vlasti do ciziny a zejména do Londýna. Hrdinů poručíka André Regenermla, Václava Štulíka, Jindřicha Klečky, Bedřicha Škopka, štábního kapitána Václava Morávka, Františka Peltána a Františka Mázla, vesměs vojáků, vzpomněl osobním listem i sám pan president Edvard Beneš, který připomněl chvíle, kdy v Londýně osobně naslouchal jejich vysílání a vyslovil jim tehdy přímo své uznání. Vojenští přidělenci Británie a Francie podali nestranné a jedinečným uznáním se vyznačující svědectví o významu našeho domácího odboje pro spojenecké velení. V závěru promluvil Doc. Dr. Vladimír Krajina, vedoucí organizace ÚVOD. Před ukončením slavnosti dekoroval zástupce čs. armády generál Čeněk Kudláček sedm radiotelegrafistů, kteří se dočkali svobody vlasti.
 ,  , 
Po druhé světové válce a komunistickém únoru 1948 byli někteří Regenermelovi příbuzní a přátelé perzekvováni ze strany komunistické moci. Senát Parlamentu České republiky v roce 2007 navrhoval vyznamenat Regenermela Medailí Za hrdinství – státním vyznamenáním České republiky. Ocenění mu však nakonec uděleno nebylo.

## Připomínka
Na hřbitově v Tursku (ulice Křížovnická) se nachází kenotaf věnovaný André E. Regenermelovi a jeho otci Ing. Josefu F. Regenermelovi s následujícím textem: ANDRÉ E. REGENERML / * 31.3.1914 † 30.9.1941 / škpt. popravený nacisty // Ing. JOSEF F. REGENERML / * 24.3.1882 † 22.9.1940 / pochovaný v Teheránu.